# Bruce-Peninsula-Nationalpark
Der Bruce-Peninsula-Nationalpark (englisch Bruce Peninsula National Park of Canada, französisch Parc national du Canada de la Péninsule-Bruce) ist ein felsiger kanadischer Nationalpark in Südontario (Ostkanada). Bei dem Park handelt es sich um ein Schutzgebiet der IUCN-Kategorie II (Nationalpark).
Der Park liegt im Norden der Bruce-Halbinsel, welche die Georgian Bay vom Lake Huron abteilt und wurde 1987 gegründet. Er hat eine Fläche von 154 km² mit einem nicht unerheblichen Tourismus. Die nächstgelegene größere Ansiedlung ist der Ortsteil Tobermory, der zur Gemeinde Northern Bruce Peninsula gehört. Seit 2006 wird der Park, zusammen mit dem Fathom Five National Marine Park aus einem gemeinsamen Besucherzentrum in Tobermory betreut. Der Fathom Five National Marine Park liegt nördlich des Parks an der Landspitze der Halbinsel, unweit auch der Cabot Head Provincial Nature Reserve und der MacGregor Point Provincial Park. Am Besucherzentrum beginnt auch der Bruce Trail.
2009 wurden 167 km² als Dark Sky Preserve (Lichtschutzgebiet, Bruce Peninsula Dark Sky Preserve) ausgewiesen, das umfasst den Park und Teile von Five Fathoms.